# Карл фон Кірхбах ауф Лаутербах
Карл Фрайхер фон Кірхбах ауф Лаутербах, з 1917 граф Кірхбах ауф Лаутербах (20 травня 1856, Дьондьош, Угорщина — 20 травня 1939, Шарнштайн, Верхня Австрія) — генерал-полковник австро-угорської армії, який відзначився під час бойових дій Першої Світової війни у Галичині, зокрема І корпус під його командуванням у липні 1915 року брав участь у Битві під Сокалем - форсував річку Західний Буг та сформував плацдарм на східному березі поблизу міста Сокаль.

## Сім'я
Із дворянського роду Кірхбахів вийшли декілька генералів, які головним чином служили у різних німецьких арміях. Карл, представник саксонської гілки роду, народився в Угорщині як старший син фельдмаршал-лейтенанта Фердинанда Фрайгера фон Кірхбаха. Разом із молодшим братом Йоганном Фердинандом він обрав військову кар'єру, продовжуючи сімейну традицію.

## Життєпис

### Освіта і кар'єра до війни
У 11 років Карл фон Кірхбах ауф Лаутербах вступив до кадетського інституту в Санкт-Пельтені, пізніше — в Айзенштадті. Після закінчення Терезіанської військової академії у Вінер-Нойштадті він 1 вересня 1875 року був переведений до драгунського полку № 5 на посаду лейтенанта. Після цього він відвідував курси в Інституті військових інструкторів верхової їзди, після чого, 1 травня 1880 року, отримав звання обер-лейтенанта.
Між 1881 і 1884 роками Карл навчався в Імператорсько-королівській військовій школі у Відні, де успішно завершив навчання. Після закінчення навчання його перевели до Генерального штабу в 1885 році, де він служив на різних посадах до 1890 року. 1 листопада 1887 року Карл отримав звання капітана першого класу.
Через рік після служби в 17-й піхотній дивізії, у травні 1891 року, його перевели до драгунського полку № 9. Через два роки, в 1893 році, він одружився з Розою Керол Вей. 1 листопада 1893 року Карл отримав звання майора і з цього часу став начальником Генерального штабу XV армійського корпусу.
З 1895 по 1897 рік він обіймав посаду начальника Генерального штабу кавалерійської дивізії в Станіславі. 1 травня 1896 року він був підвищений до підполковника. У 1897—1899 роках він проходив військову службу в драгунському полку № 1. 1 квітня 1899 року Карл був призначений начальником Генерального штабу III армійського корпусу, змінивши полковника Карла Ріттера фон Пфіффера. Згодом, 1 травня 1899 року, він був підвищений до звання полковника.
4 квітня 1901 року Кірхбах ауф Лаутербах переведений до драгунського полку № 5, командиром якого став через місяць. Після трьох років служби командиром полку, він отримав командування 12-ю кавалерійською бригадою.
1 листопада 1905 року Карл був підвищений до звання генерал-майора. У 1907—1909 роках він командував 10-ю кавалерійською бригадою у Відні, а потім в 1909 році був призначений командиром 1-ї кавалерійської дивізії в Тімішоарі. 1 травня 1910 року він отримав звання фельдмаршала-лейтенанта.
Оскільки Карл належав до кола молодих та прогресивно налаштованих генералів із близького кола ерцгерцога Франца Фердинанда та начальника штабу армії Конрада фон Гетцендорфа, 23 березня 1911 року він отримав нову посаду інспектора кавалерії імперського і королівського ландверу. У наступні роки він зосередився на підвищенні рівня освіти та підготовки кавалерії Ландверу до рівня «регулярної» армії. Він вважав, що цей підрозділ здатний виконувати не лише розвідувальні функції та охорону залізниці, а й діяти як окрема незалежна одиниця, та співпрацювати з піхотними дивізіями. 1 травня 1914 року Карл отримав звання генерала кавалерії, а також титул таємного радника.

### Перша світова війна
Коли почалася Перша світова війна, генерал кавалерії Карл фон Кірхбах ауф Лаутербах взяв на себе командування І корпусом і став командуючим генералом у Кракові. Його перші завдання включали прикриття транспортних шляхів під час мобілізації на російському кордоні, а також наступ на лівому фланзі 1-ї армії Данкля.
Під час серпневих боїв його І корпус на північ від річки Танев зробив вирішальний внесок у перемогу під Красником. Коли армія Данкля була змушена відступити, І корпус утворив ар'єргард. Під час битви на Віслі в жовтні 1914 року його корпус досяг Івангорода (сучасний Демблін), і Карл фон Кірхбах тимчасово прийняв командування армійською групою на південному березі Вісли.
Після відступу генерал Кірхбах залишився зі своїми військами на території південної Польщі, по обидва боки Пінчува в листопаді 1914 року. Після Горлицько-Тарновської битви (травень 1915 року) його корпус у червні 1915 року форсував річку Західний Буг і перейшов на східний берег. Разом з групою Шурмая їм вдалося сформувати плацдарм на східному березі Бугу біля Сокаля (див. Битва під Сокалем). Пізніше в серпні того ж року досяг Ікви поблизу Дубна, однак подальший наступ на Рівне був відбитий росіянами.
У травні 1916 року корпус Карла фон Кірхбаха був перекинутий на італійський фронт для участі в Південно-Тірольській наступальній операції в складі 3-ї армії. Він очолив останню спробу атаки 3-ї армії 15 і 16 червня 1916 року, перед тим як наступ проти італійських сил на південний захід від Азіаго був припинений. Атака була спрямована на позиції в районі Монте-Лемерль, Монте-Зоветто та Магнабоскі. Ця атака зазнала невдачі через чисельну перевагу італійців та недостатню підтримку австро-угорської артилерії.
Після цього Кірхбах зі своїм корпусом повернувся на східний фронт, де зайняв позицію на схід від Станіславова. У серпні 1916 року він відповідав за оборону Татарського перевалу біля Рахова. Російські війська неодноразово намагалися захопити цей стратегічно важливий пункт, що вважався «воротами до Угорщини», однак їм цього не вдалося.
8 вересня 1916 року Кірхбах прийняв командування 7-ю армією, замінивши генерала від кавалерії Карла фон Пфланцера-Балтіна. Він знову отримав оборонне завдання. Під час наступу російських військ, спрямованого на допомогу союзним румунським військам, Кірхбаху вдалося зупинити прорив ворожих сил в рамках операцій на Карпатському хребті.
20 жовтня 1916 року він прийняв командування 3-ю армією, якою раніше командував генерал Кевесс і 1 листопада 1916 року отримав звання генерал-полковника (дата присвоєння — 10 листопада 1916 року).
5 березня 1917 року Карл фон Кірхбах прийняв командування 4-ю армією, але через важку хворобу невдовзі змушений був залишити цю посаду. У жовтні 1917 року він повернувся до активної служби, хоча все ще страждав від наслідків хвороби.
8 грудня 1917 року Кірхбах отримав графський титул.
На початку 1918 року його призначили військовим комендантом усіх австро-угорських військ у Херсонській губернії, зі штабом в Одесі. Його завданням було стабілізувати ситуацію в регіоні та забезпечити максимальне постачання ресурсів, зокрема сільськогосподарської продукції, з цієї території.
На початку квітня 1918 року через проблеми зі здоров'ям Карл фон Кірхбах змушений був залишити активну військову службу, але після кількох місяців він знову подав заявку на командування фронтом. 24 вересня 1918 року імператор Карл призначив його інспектором австро-угорських військ на Західному фронті.
Після закінчення війни генерал-фельдмаршал Карл граф фон Кірхбах ауф Лаутербах залишився в Австрії, де повністю одужав від своєї хвороби. У травні 1939 року він помер у Шарнштайні.

## Пам'ять
Після Битви під Сокалем у 1915 році було випущено відповідний пам'ятний знак для кепі (Kappenabzeichen). На знаку був напис: «Сокаль. Ми служили під керівництвом Кірхбаха в 1-му корпусі». 